# Іоанн I (неаполітанський дука)
Іоанн I (†719) — неаполітанський дука (711–719). Головним джерелом про його правління є Chronicon ducum et principum Beneventi, Salerni, et Capuae et ducum Neapolis.
У 716, коли Неаполь вразила епідемія чуми, герцог Беневентський Ромоальд II захопив Куми. Папа Римський Григорій II негайно наказав йому звільнити місто та пообіцяв винагороду. Ромоальд відмовився, а тому Іоанн у 717 повів своє військо проти нього. Як було обіцяно папа виплатив компенсацію у розмірі 70 фунтів золота Іоанну.